# Austen Henry Layard
Austen Henry Layard (Párizs 1817. március 5. – London, 1894. július 5.) angol utazó, régész, művészettörténész, jogász, gyűjtő, író, politikus és diplomata. Nimród feltárója.

## Élete
Szülei (francia, hugenotta család) korábban Angliában telepedtek le. Párizsban született egy szállodában. Ifjúságának egy részét Olaszországban töltötte anyjával. 1833-ban tér vissza Londonba, ahol jogot tanult. 1839-ben elhatározza, hogy beutazza Ázsiát. 1839-1840 között bebarangolja Kisázsiát és Szíriát. 1842-ben tért vissza, és Konstantinápoly angol követségén dolgozik. 1845-ben kezd ásni a „két folyam országában”. 1852 és 1861 között két ízben helyettes államtitkár, 1865-ben az állami építkezések minisztere és 1869-ben Anglia meghatalmazott minisztere Madridban.

## Tevékenysége
Tudatosan készül gyermekkori álma az „ezeregyéjszaka” helyszíneinek felkeresésére. Megtanulja a perzsa nyelvet, az iránytű-, szextáns- mindenféle földrajzi mérőkészülék és műszer gyakorlati alkalmazását. Szegényen, egyetlen kísérővel vág neki a vállalkozásnak, hogy a szíriai határtól a térképeken fehér folttal jelzett, ismeretlen területet átkutassa. Ekkor Asszíriát, Kaláht és Babilóniát sűrű homály fedi. Megérkeznek Moszulba, ahol megtekintik a Ninive romjainak tartott kőhegyeket. Bár Layard nem tudta a titokzatos dombokat átvizsgálni, erősen a hatásuk alá került. Pénz hiányában kénytelenek visszafordulni. Konstantinápolyba megy, ahol megismerkedik Sir Stratford Canninggel, az angol követtel. Naponta mesél neki a Moszul körüli titokzatos dombokról. A világ addigra már felfigyelt Botta chorsabadi ásatásaira. Öt évvel Layard első útja után Canning hatvan fontot ajándékozott Layardnak. 1845. november 8-án tutajon utazott a Tigrisen, hogy megkezdje ásatásait. Mire Moszulba érkezett, ott felkelés tört ki. Lovat bérelt, és ellovagolt Nimrud felé. Estére már barátságot kötött Avaddal, egy beduin törzs vezérével, és sikerült szerény bér ellenében hat bennszülöttet bérelnie. Huszonnégy órával később két elsüllyedt asszír palota falaiba ütközött az ásója. Kutatás közben mindenfele pecsétszerű, feliratos táblákat talált. Két emberrel kutatóárkot kezdett ásatni a dombba. Pár óra múlva egy palota falaiba ütköztek. Layard három emberével a dombnak egy teljesen más szakaszán kezdett el ásni. Azonnal egy domborműlapokkal borított falra bukkant. Itt, egy másik palota sarkára talált. Néhány nap múlva rátaláltak egy alabástromból kifaragott hatalmas szárnyas oroszlán fejre. A lelet híre gyorsan elterjedt, odasereglettek a környékről a beduinok sejkjük vezetésével. Fényes ünnepséget rendeztek a letűnt világ, őseik tiszteletére.
A helyi kormányzó felszólította az ásatások beszüntetésére. Layardnak sikerült meggyőznie, és amikor megérkezett Konstantinápolyból a szultán engedélye, végre szabadon áshatott. Szobor szobor után került felszínre. A díszes palota II. Assur-nászir-apli palotájának bizonyult.
Layardnak komoly gondot okozott, hogy lehetne elszállítani néhány szoborkolosszust Londonba. Moszulban összeácsoltatott egy kocsi-szörnyeteget. A lelőhelytől a domb széléig harminc méter hosszú, öt méter széles és hét méter mély árkot ásatott. A kocsi elé fogott bivalyok nem bírtak a roppant súllyal. Layard a sejktől kért segítséget. A kocsit háromszáz ember húzta. Útközben a kocsi kétszer elakadt, de végül sikerült a tutajra rakodni. A szobrok Afrika megkerülésével végül a British Museumban találtak új otthonra.

## Politikai pályafutása

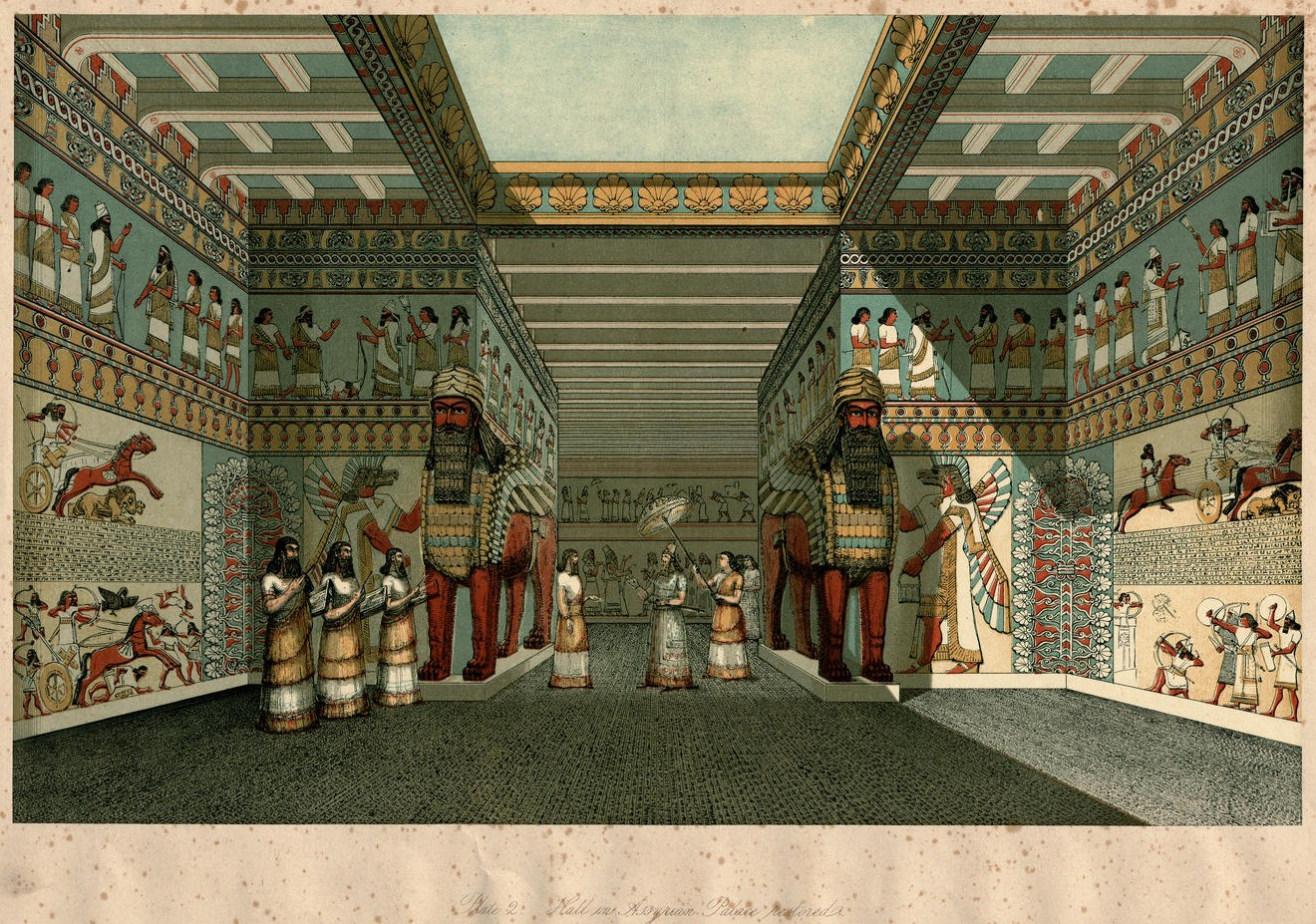
A Kristálypalota rekonstrukciója

## Niniveiásatása
Bár a Nimrud dombjainál végzett feltárása minden várakozást felülmúlt, Layardot nem hagyta nyugton a Kújundzsik-domb, ahol Botta egy esztendeig ásott, eredménytelenül. 1849 őszén, Moszullal szemközt, a Tigris túlsó partján kezdett el ásni. Függőleges aknát vágatott a hegybe, és mintegy hat méter mélységben téglarétegre bukkant. Ebből kiindulva függőleges folyosókat ásatott. Négy heti munka eredményeként kilenc szobát talált, az asszír birodalom legvérengzőbb uralkodója Szín-ahhé-eríba palotájának szobáit. A palotából színpompás képek, feliratok, domborművek, mozaikberakások kerültek elő. Mindezt felülmúlta azonban a palotához utólag épített „könyvtár”. A könyvtár 30 000  kötetből állt: cseréptáblákból. Layard utolsó nagy diadala a könyvtár megtalálása volt. Visszatért Angliába, hogy megkezdje politikai pályafutását.